# Callinsara boliviana
Callinsara boliviana är en insektsart som beskrevs av Bruner, L. 1915. Callinsara boliviana ingår i släktet Callinsara och familjen vårtbitare. Inga underarter finns listade i Catalogue of Life.